# Sondas (Literatura)
Sondas es una colección de relatos breves del historietista argentino Héctor Germán Oesterheld. Fue publicado en 1969 en el marco del libro de ciencia ficción Los argentinos en la Luna (ediciones de la Flor). Entre los textos de Sondas se encuentra el famoso relato Ciencia.

"En algún lugar  de los vastos arenales de Marte hay un cristal muy pequeño y muy extraño. Si  alzas el cristal y miras a través de él, verás el hueso detrás de tu ojo, y más  adentro luces que se encienden y se apagan, luces enfermas que no consiguen  arder, son tus pensamientos. Si oprimes entonces el cristal en el sentido del  eje medio, tus pensamientos adquirirán claridad y justeza deslumbrantes,  descubrirás de un golpe la clave del Universo todo, sabrás por fin contestar  hasta el último por qué.  En algún lugar de Marte se halla ese cristal.  
Para encontrarlo hay que examinar grano por grano los  inacabables arenales. Sabemos, también, que cuando lo encontremos y tratemos de  recogerlo, el cristal se disgregará, sólo nos quedará un poco de polvo entre los  dedos. Sabemos todo eso, pero lo buscamos igual."
Sondas, de H. G.  Oesterheld